# Retrato de Martín Zapater
El Retrato de Martín Zapater es un óleo sobre tela pintado en 1790 por Francisco de Goya y que representa a su amigo Martín Zapater.
Martín Zapater (1747-1800) fue un rico comerciante aragonés, mecenas de las artes y de los movimientos relacionados con la Ilustración. Amigo íntimo de Goya, se conocían desde la infancia y ambos habían asistido a la escuela de la Pía Orden de San Antonio de Zaragoza (Escuelas Pías de San Antón). Durante muchos años intercambiaron una abundante correspondencia, que es hoy una fuente preciosa de conocimiento sobre el pintor. Goya le retrató en dos ocasiones, en 1790 y la segunda en 1797. El último de estos retratos se encuentra en el Museo de Bellas Artes de Bilbao, fruto de una donación póstuma de Ramón de la Sota y Aburto efectuada en 1980.
Este retrato de 1790 se caracteriza por su sencillez y economía de recursos. Zapater aparece de medio cuerpo sobre un fondo neutro negro, sentado en una silla mostrando unos papeles sobre la mesa, donde está escrito: "Mi amigo Martín Zapater. Con el mayor trabajo te ha hecho el Retrato, Goya, 1790."
Viste una levita azul con grandes botones, chaleco de seda gris verdoso y corbata de encaje. La cara delata una reciente enfermedad.
Goya comenzó a trabajar en este retrato durante su estancia en Zaragoza en octubre de 1790 y lo terminó en diciembre del mismo año. El cuadro perteneció a Zapater y, a su muerte sin descendencia, lo heredó su sobrino nieto Francisco Zapater y Gómez. A principios del siglo XX, pertenecía a las colecciones de Paul Durand-Ruel en París, para luego pasar a la colección de Peter Arrell Browne Widener de Filadelfia y, posteriormente, al Museo Thyssen-Bornemisza de Lugano. Permaneció en depósito en la galería Cramer de La Haya, después en una colección privada en Londres y, finalmente, pasó al Museo de Arte de Ponce en Puerto Rico, donde se encuentra actualmente.